# Drepanosticta
Drepanosticta är ett släkte av trollsländor. Drepanosticta ingår i familjen Platystictidae.

## Dottertaxa tillDrepanosticta, i alfabetisk ordning[1]
- Drepanosticta actaeon
- Drepanosticta acuta
- Drepanosticta adami
- Drepanosticta amboinensis
- Drepanosticta anascephala
- Drepanosticta annandalei
- Drepanosticta antilope
- Drepanosticta arcuata
- Drepanosticta aries
- Drepanosticta asahinai
- Drepanosticta attala
- Drepanosticta auriculata
- Drepanosticta aurita
- Drepanosticta austeni
- Drepanosticta barbatula
- Drepanosticta bartelsi
- Drepanosticta belyshevi
- Drepanosticta berinchangensis
- Drepanosticta berlandi
- Drepanosticta bicolor
- Drepanosticta bicornuta
- Drepanosticta bifida
- Drepanosticta bispina
- Drepanosticta brincki
- Drepanosticta brownelli
- Drepanosticta carmichaeli
- Drepanosticta centrosaurus
- Drepanosticta ceratophora
- Drepanosticta claaseni
- Drepanosticta clados
- Drepanosticta clavata
- Drepanosticta conica
- Drepanosticta crenitis
- Drepanosticta dendrolagina
- Drepanosticta dentifera
- Drepanosticta digna
- Drepanosticta dorcadion
- Drepanosticta drusilla
- Drepanosticta dulitensis
- Drepanosticta dupophila
- Drepanosticta elongata
- Drepanosticta ephippiata
- Drepanosticta eucera
- Drepanosticta exoleta
- Drepanosticta flavomaculata
- Drepanosticta floresiana
- Drepanosticta fontinalis
- Drepanosticta forficula
- Drepanosticta fraseri
- Drepanosticta furcata
- Drepanosticta gazella
- Drepanosticta halmahera
- Drepanosticta halterata
- Drepanosticta hamadryas
- Drepanosticta hamulifera
- Drepanosticta hermes
- Drepanosticta hilaris
- Drepanosticta hongkongensis
- Drepanosticta inconspicua
- Drepanosticta inversa
- Drepanosticta jurzitzai
- Drepanosticta khaochongensis
- Drepanosticta krios
- Drepanosticta krugeri
- Drepanosticta lankanensis
- Drepanosticta lepyricollis
- Drepanosticta lestoides
- Drepanosticta luzonica
- Drepanosticta lymetta
- Drepanosticta magna
- Drepanosticta makilingia
- Drepanosticta malleus
- Drepanosticta marsyas
- Drepanosticta megametta
- Drepanosticta misoolensis
- Drepanosticta moluccana
- Drepanosticta monoceros
- Drepanosticta montana
- Drepanosticta moorei
- Drepanosticta mylitta
- Drepanosticta myzouris
- Drepanosticta nietneri
- Drepanosticta obiensis
- Drepanosticta palauensis
- Drepanosticta pan
- Drepanosticta paruatia
- Drepanosticta penicillata
- Drepanosticta philippa
- Drepanosticta pistor
- Drepanosticta polychromatica
- Drepanosticta psygma
- Drepanosticta pytho
- Drepanosticta quadrata
- Drepanosticta quadricornu
- Drepanosticta rhamphis
- Drepanosticta robusta
- Drepanosticta rudicula
- Drepanosticta rufostigma
- Drepanosticta sembilanensis
- Drepanosticta septima
- Drepanosticta sharpi
- Drepanosticta siebersi
- Drepanosticta silenus
- Drepanosticta sinhalensis
- Drepanosticta siu
- Drepanosticta spatulifera
- Drepanosticta starmuehlneri
- Drepanosticta submontana
- Drepanosticta subtropica
- Drepanosticta sumatrana
- Drepanosticta sundana
- Drepanosticta taurulus
- Drepanosticta taurus
- Drepanosticta tenella
- Drepanosticta trachelocele
- Drepanosticta trimaculata
- Drepanosticta tropica
- Drepanosticta walli
- Drepanosticta watuwilensis
- Drepanosticta versicolor
- Drepanosticta vietnamica
- Drepanosticta viridis
- Drepanosticta zhoui